# 图亨巴赫
图亨巴赫是德国巴伐利亚州的一个市镇。总面积6.50平方公里，总人口1334人，其中男性671人，女性663人（2011年12月31日），人口密度205人/平方公里。